# Vestkirken (Ballerup)
Vestkirken ligger i Ballerup ca. 16 km V for Københavns centrum (Region Hovedstaden). Kirken ligger midt i Grantoften, et større almennyttigt boligkompleks opført 1967 - 72.
Vestkirken er tegnet af arkitekt Svend Høgsbro og opført 1972-73

## Eksterne kilder og henvisninger
- Wikimedia Commons har flere filer relateret til Vestkirken (Ballerup)
- Vestkirken på KortTilKirken.dk